# Serhij Kovalenko (voetballer)
Sergij Viktorovitsj Kovalenko (Oekraïens: Сергій Вікторович Коваленко) (10 mei 1984) is een Oekraïense voetballer die tegenwoordig bij Belshina Babrujsk speelt. Zijn vorige clubs waren Torpedo Zhodino, Volyn Loetsk, Standard Luik, KSC Lokeren (een half jaar op uitleenbasis in het seizoen '06–'07), SV Roeselare, Juventus en Lodigiani Calcio. Kovalenko is ook jeugdinternational geweest, in zestien interlands scoorde hij tien keer. Hij scoorde 8 doelpunten uit 55 wedstrijden voor Standard Luik.